# Мартинов Юрій Петрович
Юрій Петрович Мартинов (5 червня 1965, Херсонська область, УРСР, СРСР) — український футболіст, нападник.
За збірну України відіграв 1 матч, 25 березня 1995 року в рамках відбіркового циклу на Чемпіонат Європи 1996 року зі збірною Хорватії. Прикметно, що Юрій Мартинов був на той час гравцем Першої ліги України.
Був головним тренером футбольного клубу Кристал (Херсон).

## Статистика
| Сезон   | Клуб                 | Матчі | Голи |
| ------- | -------------------- | ----- | ---- |
| 1983    | Кристал (Херсон)     | 20    | 0    |
| 1986    | Кристал (Херсон)     | 22    | 4    |
| 1987    | Кристал (Херсон)     | 36    | 8    |
| 1988    | Кристал (Херсон)     | 32    | 10   |
| 1989    | Кристал (Херсон)     | 46    | 13   |
| 1990    | Нафтовик (Охтирка)   | 1     | 0    |
| 1991/92 | Варта (Познань)      | ?     | ?    |
| 1992/93 | Меліоратор (Каховка) | 6     | 1    |
| 1993/94 | Сіріус (Жовті Води)  | 15    | 13   |
| 1993/94 | Зірка (Кіровоград)   | 14    | 6    |
| 1994/95 | Зірка (Кіровоград)   | 28    | 6    |
| 1995/96 | Зірка (Кіровоград)   | 15    | 1    |
| 1996/97 | СК "Миколаїв"        | 20    | 6    |
| 1996/97 | Зірка (Кіровоград)   | 13    | 6    |
| 1997/98 | Зірка (Кіровоград)   | 29    | 7    |
| 1998/99 | Зірка (Кіровоград)   | 29    | 6    |
| 1999/00 | Зірка (Кіровоград)   | 8     | 0    |
| 1999/00 | Нафтовик (Охтирка)   | 13    | 3    |